# مزرعة سعيد نيازي
مزرعة سعيد نيازي (بالإنجليزية: Mazraeh-ye Seyyed Niazi)‏ هي مستوطنة تقع في قسم آق‌آباد الريفي في إيران. يقدر عدد سكانها بـ 253 نسمة .